# 池田林儀
池田 林儀（いけだ しげのり、1892年〈明治25年〉1月11日 - 1966年〈昭和41年〉7月15日）は大正・昭和時代のジャーナリスト。

## 経歴
秋田県由利郡仁賀保町出身。旧制本荘中、東京外国語学校（現東京外語大学）シャム語科卒。大日本雄弁会講談社社員を経て報知新聞社にうつる。大隈重信の番記者をへてベルリン特派員。『優生運動』（1926-1930）を刊行し、日本の優生学の普及を図った。ワンダーフォーゲル運動を日本に紹介し、足の会を優生運動の一環として行った。
1933年（昭和8年）京城日報に招聘され副社長に就任。昭和14年（1939年）報知新聞に復社し編集局長就任。戦後「秋田魁新報」に随筆「話の耳袋」を長期連載した。
1966年（昭和41年）7月15日、大腸癌のため死亡、享年74歳。

## 著作

### 単著
- 『徳富健次郎』大日本雄弁会、1918年5月。 NCID BN06215876。全国書誌番号:43027076。
- 『将来の日本と実業の青年』楽寿堂出版部、1919年1月。 NCID BA66857508。全国書誌番号:43027179。
- 『ワンダーフオゲル』文化社、1924年12月。 NCID BB09347620。全国書誌番号:43047849。
- 『文明の崩壊』宝文館、1925年12月。 NCID BA83463203。全国書誌番号:43048895。
- 『生活文化の悲観楽観』学芸講演通信社〈学芸講演通信社パンフレツト 第12編〉、1926年5月。全国書誌番号:43046250。
- 『応用優生学と姙娠調節』春陽堂、1926年9月。 NCID BA74084000。全国書誌番号:43006194。
- 『永遠の貧乏』文友社、1926年9月。 NCID BN12357933。全国書誌番号:43045228。
- 『優生学的社会改造運動』学芸講演通信社〈学芸講演通信社パンフレツト 第25編〉、1926年9月。全国書誌番号:43046260。
- 『飛躍する才魂』交友社、1926年10月。 NCID BB03518480。全国書誌番号:43048941。
- 『通俗応用優生学講話』冨山房、1926年1月。 NCID BA48637146。全国書誌番号:43051003。
- 『東西女性発達史』東京宝文館、1926年12月。 NCID BA34425820。全国書誌番号:20839030。
- 『アムンゼン』報知新聞社出版部、1927年5月。 NCID BA36249729。全国書誌番号:46076321。
- 『優生運動』帝国教育会出版部〈現代生活叢書 第12輯〉、1929年9月。 NCID BA47960124。全国書誌番号:44050492。
- 『独逸復興の原動力』優生運動社、1929年10月。 NCID BA37014775。全国書誌番号:47011260。
- 『女の畑を覗く』万里閣書房、1930年7月。 NCID BA62017990。全国書誌番号:46081397。
- 『新興ドイツ魂』万里閣書房、1930年8月。 NCID BN12339818。全国書誌番号:47002308。
- 『ヒツトラー』太陽社、1933年5月。 NCID BA45260868。全国書誌番号:47017487。
- 『独逸戦勝の原動力』亜細亜大陸協会〈亜細亜大陸協会資料〉、1940年11月。 NCID BA35411832。全国書誌番号:44020793。
- 『英国の海賊性を衝く』亜細亜大陸協会〈亜細亜大陸協会資料〉、1940年7月。全国書誌番号:44022945。
- 『英国は経済戦に勝ち得るか？』亜細亜大陸協会〈亜細亜大陸協会資料〉、1940年。全国書誌番号:。
- 『ヒトラー総統伝』大民社出版部〈大民文庫 第4〉、1941年3月。 NCID BA80724526。全国書誌番号:。
- 『ヒットラー』梁川剛一絵、大日本雄弁会講談社〈講談社の絵本 183〉、1941年8月。 NCID BA51363694。全国書誌番号:20465352。
- 『濠洲』興亜研究室〈興亜研究室・資料〉、1942年11月。 NCID BA3374470X。全国書誌番号:44032841。
- 『指導者民族の優生学的維新』日本出版社、1942年12月。 NCID BN0907174X。全国書誌番号:46016371。
- 『ナチス体育基礎訓練』日本出版社、1943年。 NCID BN07008640。全国書誌番号:46023786。
- 『ナチス独逸の国家』文松堂書店〈青年独逸研究 政治篇 1〉、1944年7月。 NCID BA55627346。全国書誌番号:46008778。
- 『ナチス独逸の国勢と興隆史』文松堂書店〈青年独逸研究 政治篇 2〉、1944年7月。 NCID BA51272023。全国書誌番号:46008779。
- 『ナチス独逸の外交』文松堂書店〈青年独逸研究 政治篇 3〉、1944年7月。 NCID BA51277275。全国書誌番号:46009307。
- 『日本政治の新動向』民生出版社〈民生文庫 1〉、1946年。 NCID BA45389037。全国書誌番号:46008647。
- 『生きて役立つはなしの耳袋』北辰堂、1956年11月。全国書誌番号:57000069。
- 『生きて役立つはなしの耳袋』 続篇、北辰堂、1957年。全国書誌番号:57011710。
- 『石井漠とささら踊』生活記録研究所、1963年6月。 NCID BN15188242。全国書誌番号:63009089。
- 『阿部彰と通信宣伝方式』生活記録研究所、1964年5月。 NCID BN10534528。全国書誌番号:64007178。

### 編集
- 大隈重信『隈侯閑話』報知新聞社出版部、1923年3月。 NCID BA64067195。全国書誌番号:43055030。

### 翻訳
- ワルター・シュネーフース『大英帝国の致命線』大民社出版部、1940年11月。 NCID BA52429652。全国書誌番号:47036057 全国書誌番号:61008404。
- 『独逸の新資材及農民政策』日独旬刊社出版局、1941年5月。 NCID BA90611107。全国書誌番号:46019938。
- アドルフ・ヒトラー 著、バルドゥール・フォン・シーラッハ 編『独逸青少年訓』日独文化出版局、1942年2月。 NCID BA49671398。全国書誌番号:46006047。
- ファン・ヴェールト『ヒトラー総統の進撃命令まで』日独文化出版局、1942年7月。 NCID BA47195268。全国書誌番号:46009237。
- フルッツ・ベルバ 編『英国戦争経済の分析』報国社、1942年8月。 NCID BN0476300X。全国書誌番号:46011137。
- フェルヂナンド・フリード『世界経済の転換と建設』冨山房、1942年2月。 NCID BN0326503X。全国書誌番号:46011232。
- ローラツヘル『性格学入門』非凡閣、1944年7月。 NCID BN05218223。全国書誌番号:46002018。

### 共訳
- F・L・ミユドルハムメル 著、池田林儀・山口広 訳『蘇聯極東軍は何を狙つている？ 暴かれた赤軍公文書』東海出版社、1939年。全国書誌番号:47035428。
- 白井喬二・池田林儀 訳『ロンドン爆撃』田中宋栄堂、1943年2月。 NCID BA45125727。全国書誌番号:。